# The Wise Little Hen
The Wise Little Hen (De Wijze Kleine Hen) is een korte tekenfilm van The Walt Disney Company, waarin de bekende Disneyfiguur Donald Duck zijn debuut maakte. De zeven minuten en 25 seconden durende animatiefilm verscheen op 9 juni 1934. Het filmpje is gebaseerd op het sprookje The Little Red Hen, dat mede dankzij Jessie Willcox Smith aan het begin van de 20e eeuw in de Verenigde Staten snel bekend was geworden. 
Het filmpje werd geregisseerd door Wilfred Jackson en geanimeerd door Art Babbitt, Dick Huemer, Dick Lundy en Ward Kimball.
The Wise Little Hen was een van de Silly Symphonies, 75 korte Disneyfilmpjes die tussen 1929 en 1939 door The Walt Disney Company werden geproduceerd. 

## Verhaal
Een hen gaat met haar kuikens op bezoek bij de eend Donald Duck en het varken Peter Pig, om hulp te vragen bij het zaaien en oogsten van de maïs. Donald en Peter veinzen buikpijn te hebben, om zo onder het werk uit te kunnen komen. De hen besluit daarom maar zelf, met hulp van haar kuikens, de maïs te zaaien en oogsten. 
Als Donald en Peter later mee willen eten van de maïs en de maiskoeken die de hen ervan heeft gemaakt, krijgen ze tot hun grote frustratie van haar geen maïs maar een fles wonderolie, tegen de buikpijn.

## Rolverdeling
| Acteur        | Personage                  |
| ------------- | -------------------------- |
| Florence Gill | The Wise Little Hen        |
| Clarence Nash | Donald Duck, Peter Pig     |
| Pinto Colvig  | Peter Pig (moaning noises) |